# رم خواهان بازگشت سزار است
رم خواهان بازگشت سزار است (ایتالیایی: Roma rivuole Cesare) یک فیلم تلویزیونی درام ایتالیایی است که در سال ۱۹۷۴ منتشر شد.

## گزیدهٔ بازیگران
- دانیل اولبریخسکی
- هیرام کلر
- گوئیدو لولاوبریجیدا
- رناتو بالدینی
- رمو جیرونه
- لوئیجی مونتینی
- لینو تروئیزی